# Ян Стюарт Дональдсон
Ян Стюарт Дональдсон (англ. Ian Stuart Donaldson; нар. 11 серпня 1957, Полтон-ле-Файлд, Ланкашир, Велика Британія — пом. 24 вересня 1993, Дербішир, Велика Британія) — британський музикант і відомий прихильник неонацизму. Засновник рок-групи «Skrewdriver», що вплинула на виникнення руху НС-скінхедів, а також міжнародного неонацистського руху Blood & Honour.

## Біографія
Ян Стюарт Дональдсон народився 11 серпня 1957 року в місті Поултон-ле-Файлд, графство Ланкашир. Ян Стюарт виріс в Блекпулі, де у 1976 році сформував гурт «Skrewdriver» під враженням від виступу «Sex Pistols» у Манчестері. Спочатку гурт грав панк-музику, але поступово переспрямувався на НС-скінхедську тематику.
Вже 1979 року гурт розпався, проте 1982 року Ян Стюарт сформував його наново, користуючись зв'язками з діячами «Національного Фронту». У 1987 році Ян Стюарт сформував навколо себе неонацистське об'єднання Blood & Honour за сприяння свого близького друга, НС-скінхеду Нікі Крейну. Крім того, Стюарт був лідером музичних гуртів «Klansmen» і «White Diamond».
Вже 1992 року Стюарт був одним з організаторів концерту в Лондоні, під час якого відбулися сутички з протестуючими лівими активістами. 1993 року Ян Стюарт записав свого останнього альбому «Hail Victory» («Хай живе перемога»), що вийшов уже після його смерті. Його останній концерт відбувся в Німеччині в липні 1993 року.
23 вересня 1993 року Дональдсон і його друг потрапили в автокатастрофу в Дербіширі. Дональдсон помер наступного дня від отриманих травм. Деякі його друзі вважали, що аварія була підготовлена британською спецслужбою МІ6 та Special Branch, котрі нібито інфільтрували Blood & Honour. Доказів цього не знайдено. Відомо, однак, що Ян Стюарт за кілька місяців до своєї смерті сказав колегам, що за ним уже певний час стежать, і роздратування «блюстителів» закону збільшилося тому, що він почав захоплюватися місцевою політикою, планує взяти участь у місцевих виборах тощо.
Анархо-панк-група MDC зробила зі смерті Стюарта жарт, записавши трек Nazis Shouldn't Drive («Нацисти не повинні керувати»).
Новину щодо аварії і смерті Стюарта повідомили MTV News.

## Цікаві факти
- Ян Стюарт Дональдсон довгий час (кінець 1990-х — початок 2000-х років) був символом NSWP-сцени і «іконою стилю» для руху скінхедів на пострадянському просторі.

- 10 листопада 2007 року у харківському клубі «Форт» за сприяння організації «Патріот України» відбувся концерт пам'яті Яна Стюарта Дональдсона, на якому виступали гурти:
  - «Чиста Криниця» (Україна, Харків);
  - «М Against M» — колишні учасники гурту «Brigade M» (Нідерланди);
  - «Antisystem» — колишні учасники гурту «Коловрат» (Росія);
  - «G.S.A.» (Germanic Slavonic Army) — міжнародний збірний гурт;
  - «Сварга» (Україна, Київ);
  - «Сокира Перуна» (Україна, Київ).
- Стюарт був вегетаріанцем.

## Дискографія

### Ian Stuart & Rough Justice
- Justice For The Cottbus Six (1992) (Rock-O-Rama)

### Ian Stuart & Stigger
- Patriotic Ballads (1991) (Rock-O-Rama)
- Patriotic Ballads II — Our Time Will Come (1992) (Rock-O-Rama)

### Skrewdriver
- All Skrewed Up (1977) (Chiswick) (later re-issued as The Early Years w. extra tracks)
- Peel Session (1977)[2] BBC Radio 1
- Back With a Bang (1982) (Rock-O-Rama)
- The Voice of Britain (1983) (Rock-O-Rama)
- Hail The New Dawn (1984) (Rock-O-Rama)
- Blood & Honour (1985) (Rock-O-Rama)
- White Rider (1987) (Rock-O-Rama)
- After the Fire (1988) (Rock-O-Rama)
- Warlord (1989) (Rock-O-Rama)
- The Strong Survive (1990) (Rock-O-Rama)
- Freedom What Freedom (1992) (Rock-O-Rama)
- Hail Victory (1994) (ISD Records)

### Solo Albums
- No Turning Back (1989) (Rock-O-Rama)
- Slay The Beast (1990) (Rock-O-Rama)
- Patriot (1991) (Rock-O-Rama)

### The Klansmen
- Rebel with a Cause (1989) (Klan Records)
- Rock 'n' Roll Patriots (1989) (Rock-O-Rama)
- Fetch the Rope (1991) (Klan Records)

### White Diamond
- The Reaper (1991) (Rock-O-Rama)
- The Power & The Glory (1992) (Glory Discs)